# West-Air-Sweden-Flug 294
Der West-Air-Sweden-Flug 294 (kurz PT294) war ein Frachtflug der schwedischen Frachtfluggesellschaft West Air Sweden von Oslo-Gardermoen nach Tromsø. Der Flug wurde am 8. Januar 2016 von einer Bombardier CRJ 200PF durchgeführt. Das Flugzeug mit zwei Piloten an Bord stürzte in der Nähe des Akkajaure-Stausees im Norden Schwedens ab. Beide Piloten kamen ums Leben.

## Flugzeug
Die abgestürzte Maschine wurde am 2. Februar 1993 als Bombardier CRJ100ER an die Lufthansa CityLine ausgeliefert und trug das Luftfahrzeugkennzeichen D-ACLE. Im Jahr 2006 wurde sie zur Serie CRJ200 modifiziert, 2007 dann zum CRJ200PF-Frachtflugzeug umgebaut und an West Air Sweden verkauft, wo sie als SE-DUX registriert wurde. Die CRJ hatte insgesamt bereits 38.600 Flugstunden absolviert und war mit zwei General Electric CF34-Triebwerken ausgestattet.

## Besatzung
Die einzigen Insassen waren der 42-jährige spanische Kapitän und der 33-jährige französische Erste Offizier. Beide hatten jeweils rund 3000 Flugstunden absolviert.

## Flugverlauf
Die Maschine startete am 7. Januar gegen 23:10 Uhr Ortszeit mit zwei Piloten vom Flughafen Oslo-Gardermoen. Die Frachtmaschine war im Auftrag der Posten Norge unterwegs und mit etwa 4500 kg Post und Paketen beladen. Nach dem Start stieg die Maschine auf eine Höhe von 33.000 Fuß (ca. 10.000 Meter). Laut Flightradar24 begann das Flugzeug um 00:18 Uhr einen steilen Sturzflug, bei dem es in nur einer Minute von 33.000 Fuß auf 11.700 Fuß (ca. 3500 Meter) sank. Kurz darauf prallte die Maschine zwischen dem schwedischen Akkajaure-Stausee und der norwegischen Grenze nahezu senkrecht auf den Boden. Informationen eines Sprechers der norwegischen Rettungskoordinierungsstelle zufolge setzten die Piloten kurz vor dem Absturz einen Notruf ab.

### Suche

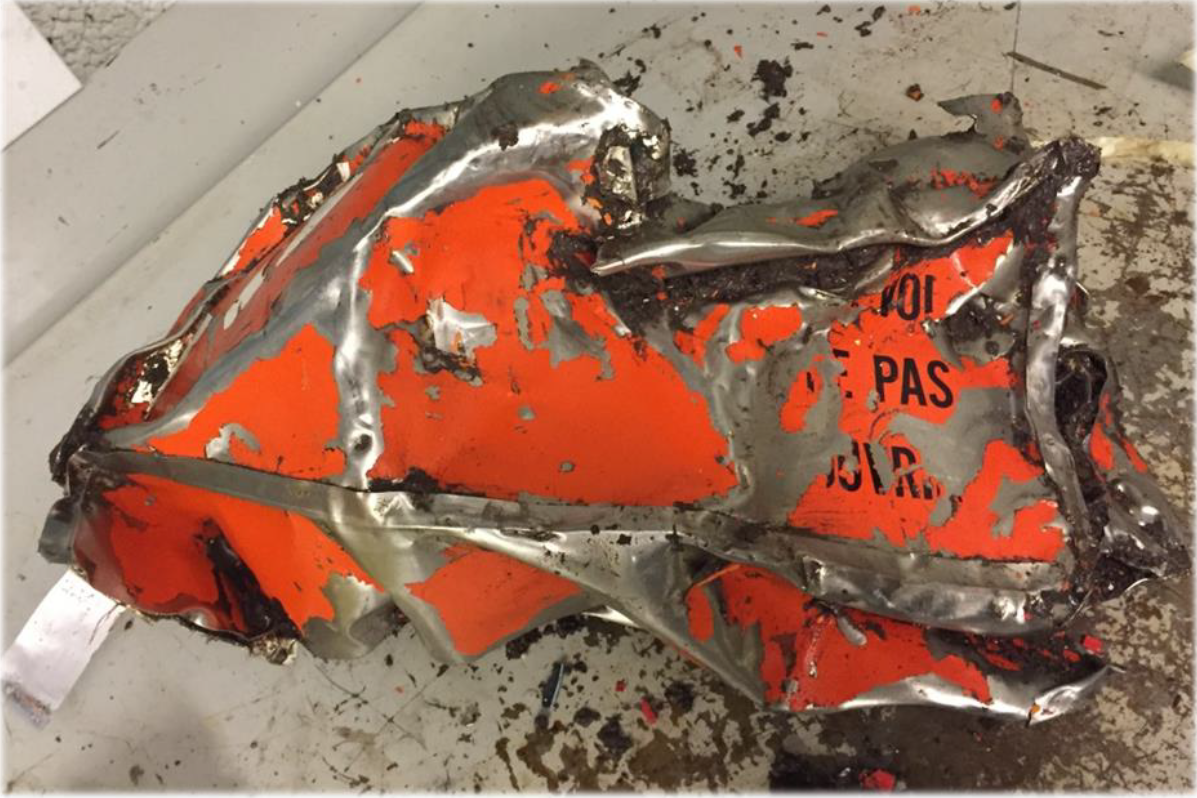
Geborgener Flugschreiber

Nach dem Verschwinden der Maschine suchten zwei F-16-Kampfflugzeuge der norwegischen Luftwaffe nach dem Wrack der Maschine, welches um 03:09 Uhr entdeckt wurde.
Am 9. Januar wurden der schwer beschädigte Flugdatenschreiber sowie Teile des zerstörten Stimmenrekorders (ohne Speichereinheit) gefunden. Am 10. Januar wurden die restlichen Teile des Stimmenrekorders gefunden.

## Ermittlungen
Mehrere schwedische und norwegische Hubschrauber wurden laut der schwedischen Seefahrtsbehörde zur Absturzstelle geschickt. Zum Zeitpunkt des Absturzes herrschten widrige Wetterbedingungen und eisige Temperaturen.

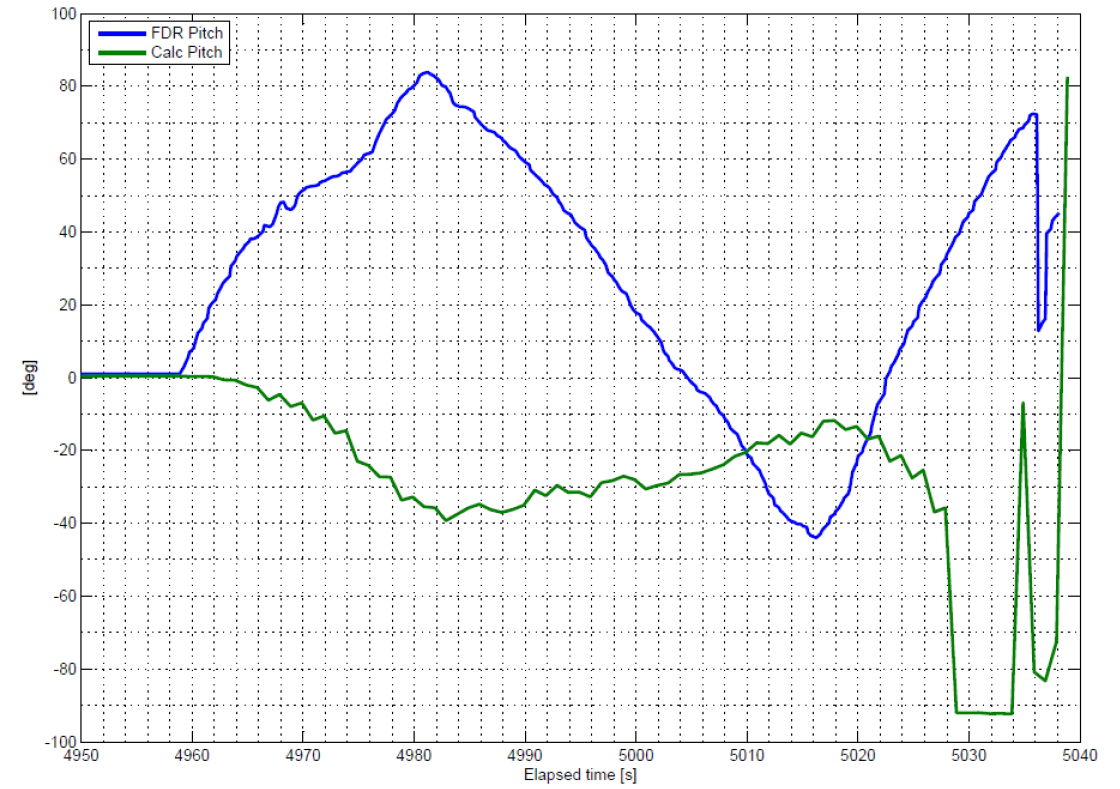
Blau: vom FDR aufgezeichneter, unplausibler Nickwinkel
grün: aus anderen Daten rekonstruierter Nickwinkel

Am 9. März 2016 veröffentlichte die schwedische Untersuchungskommission „Statens haverikommission“ (SHK) einen Zwischenbericht. Laut Bericht wurden 3,5 t Flugzeugfragmente und 1 t Fracht sichergestellt. Den Daten des Flugschreibers und den Aufnahmen des Stimmrecorders zufolge verlief der Flug bis 80 Sekunden vor dem Einschlag ohne besondere Vorkommnisse. Nach 70 Minuten, während der Besprechung des Landeanflugs, gab der Kapitän einen Kraftausdruck von sich und das Warnsignal für die Abschaltung des Autopiloten ertönte unmittelbar anschließend für 18 Sekunden. Laut Flugdatenschreiber begann das Flugzeug nach entsprechender Bewegung des Höhenruders mit einem rapiden Sinkflug bei einer negativen Beschleunigung von bis zu −1g. Die Trimmung der Höhenflosse wurde durch Piloteneingaben von −0,9° (Steigen) auf 1,7° (Sinken) geändert. Durch den daraus resultierenden starken Sinkflug wurde 17 Sekunden nach Beginn des Vorfalls die maximale Geschwindigkeit des Flugzeugs (VMO) von 583 km/h (315 Knoten) überschritten. Die Trimmung der Höhenflosse wurde im weiteren Verlauf wieder reduziert und es wurde versucht, bei Beschleunigungswerten bis 3g, das Flugzeug wieder hochzuziehen. Beim Einschlag betrug die Geschwindigkeit 940 km/h.
Bei der Auswertung des Datenschreibers wurden mehrere unplausible Parameter identifiziert, welche durch die Bewegungen des Flugzeugs und physikalischen Gegebenheiten nicht erklärbar sind. Zu den wichtigsten unplausiblen Parametern gehörte der Nickwinkel (Winkel zwischen Flugzeuglängsachse und Erdoberfläche), der laut Aufzeichnung von Beginn des Vorfalls innerhalb 20 Sekunden von 0° gleichmäßig auf 85° anstieg, was einem fast senkrechten Steigflug entsprechen würde. Die SHK hat anhand der verfügbaren Daten den realen Nickwinkel errechnet, welcher innerhalb der 20 Sekunden durch die Maßnahmen der Piloten von 0° auf 45° Sinkflug gedrückt wurde. Nachdem der angezeigte Nickwinkel den Höchstwert erreichte, reduzierte sich der angezeigte Nickwinkel wieder und erreichte später auch negative Werte.
Am 12. Dezember 2016 wurde der Abschlussbericht veröffentlicht. Die unplausiblen Parameter vor dem Absturz wurden auf eine Fehlfunktion einer der redundanten Trägheitsmesseinrichtungen zurückgeführt. Als Grund für den Absturz wurden die fehlenden organisatorischen Vorkehrungen für den Fall des Versagens von derartigen redundanten Fluginstrumenten benannt. Die SHK gibt als einen der möglicherweise beitragenden Faktoren auch die großen negativen Beschleunigungskräfte bei dem durch die Piloten als Reaktion auf die fehlerhafte Anzeige eingeleiteten Sinkflug an, durch welche die Piloten beeinträchtigt worden sein konnten.